# Укране

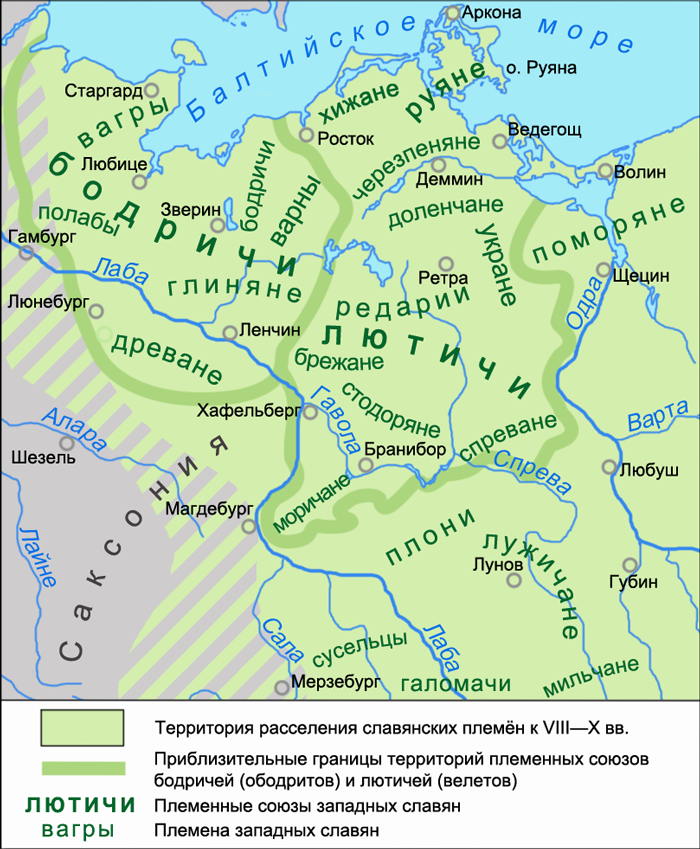
Племя укран на карте размещения полабских племён в VIII—X вв.

Укра́не (укра́ны или ухры, укря́не, у́кры; нем. Ukranen, Ukrer, Vukranen Ukrie, пол. Wkrzanie, Wkrzanowie) — западнославянский племенной союз (или племя), проживавший примерно до XII века на побережьях реки Укер (нем. Ucker), в междуречье Эльбы и Зале и выше до Щецинской лагуны, — в тех районах Померании и Прусской Германии, которые сегодня носят наименование Уккермарк (нем. Uckermark) или Укермархия на северо-востоке современной германской федеральной земли Бранденбург, а также — Полицкий повят на польско-германской границе.

## История
На племя с названием укране (лат. Vucrani) указывает целый ряд средневековых источников, в частности, немецкий историк Видукинд Корвейский упоминает о племени укранов в тексте, датируемом 934 годом. Кроме того, епископ Бранденбурга упоминает о них в 948 году.
Название племени происходит от названия реки Укер, этимологически восходящего к балто-славянскому слову vikru — «быстрый».
Укране являлись частью племенного союза лютичей, или велетов. Центром племени и Укеранской области был Пренцлав, а главными городами — Пазевальк и Иккермюнде.
В первой половине X века укране, как и остальные племена лютичей, попадают в зависимость от немецких феодалов.
В 954 году маркграф Саксонской Восточной марки Геро Первый в союзе с Конрадом I (зятем Оттона Первого — императора Священной Римской империи) начал успешную кампанию по захвату земель укранов, которые после Битвы при Ленцени (в 929 году) вошли в состав Северной Саксонской марки Священной Римской империи.
В 983 году, после восстаний славянских союзов бодричей и лютичей, территории укран вновь стали относительно независимыми, хотя оставались под постоянным и жёстким военным давлением со стороны Гнезненской Польши и Священной Римской империи.
В середине XII века укране оказались в составе Померанского герцогства. Как и остальные полабские славяне, попавшие в зависимость от немецких феодальных государств, укране подверглись ассимиляции и полностью перешли на немецкий язык.

## Галерея

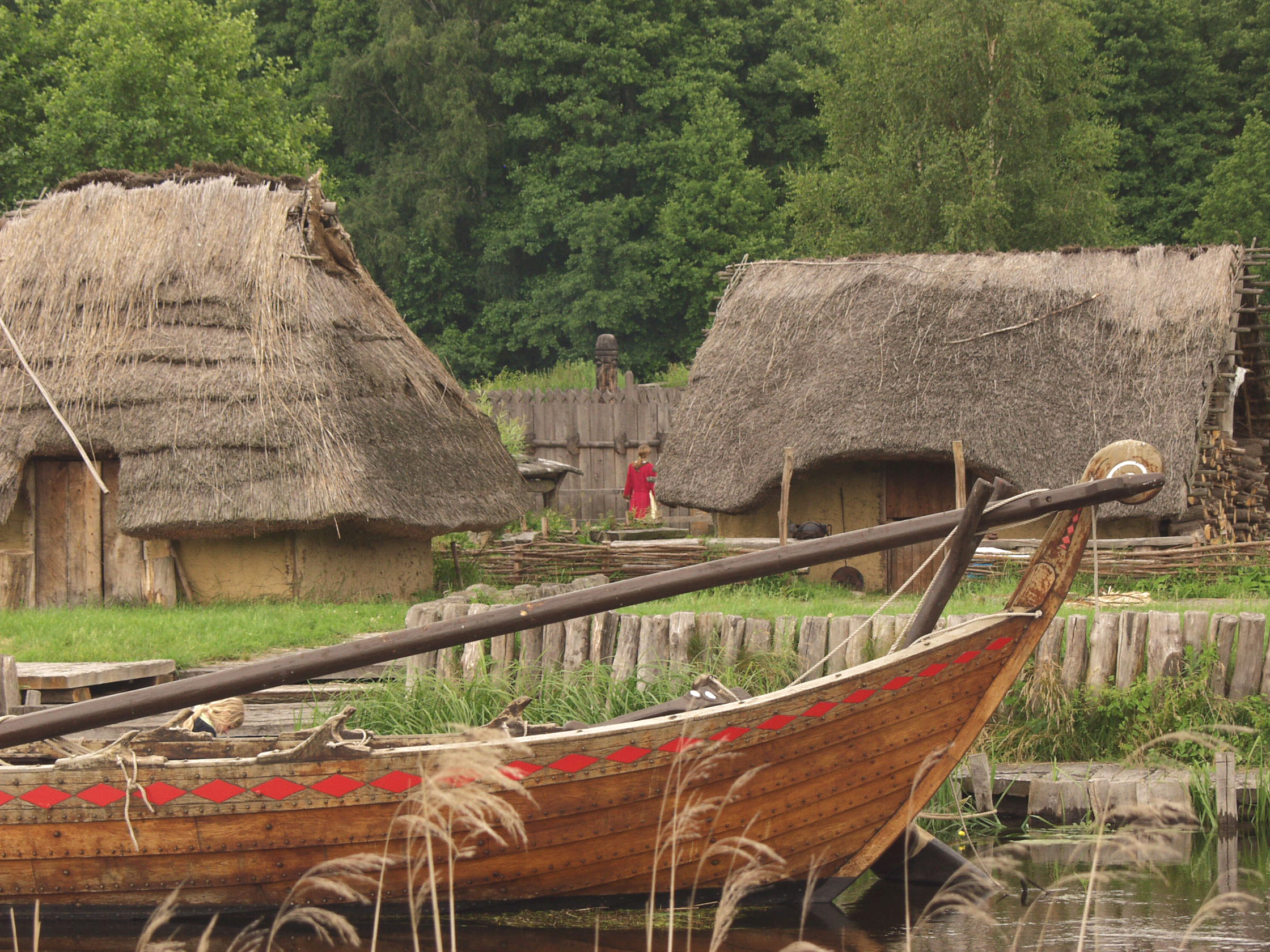
Реконструкция поселений укран в музее «Земля укран» (Германия)
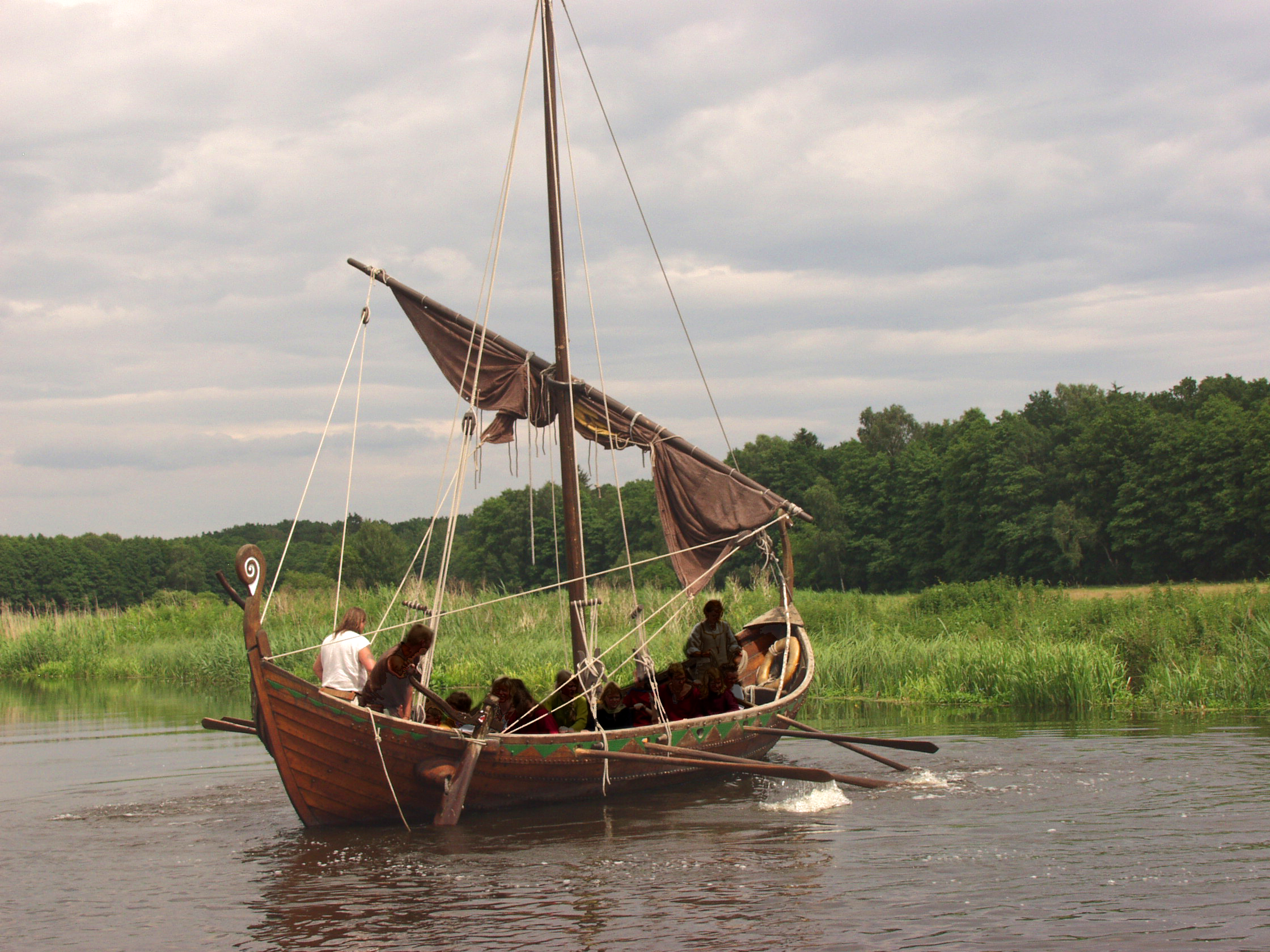
Славянская ладья укров в музее «Земля укран» (Германия)
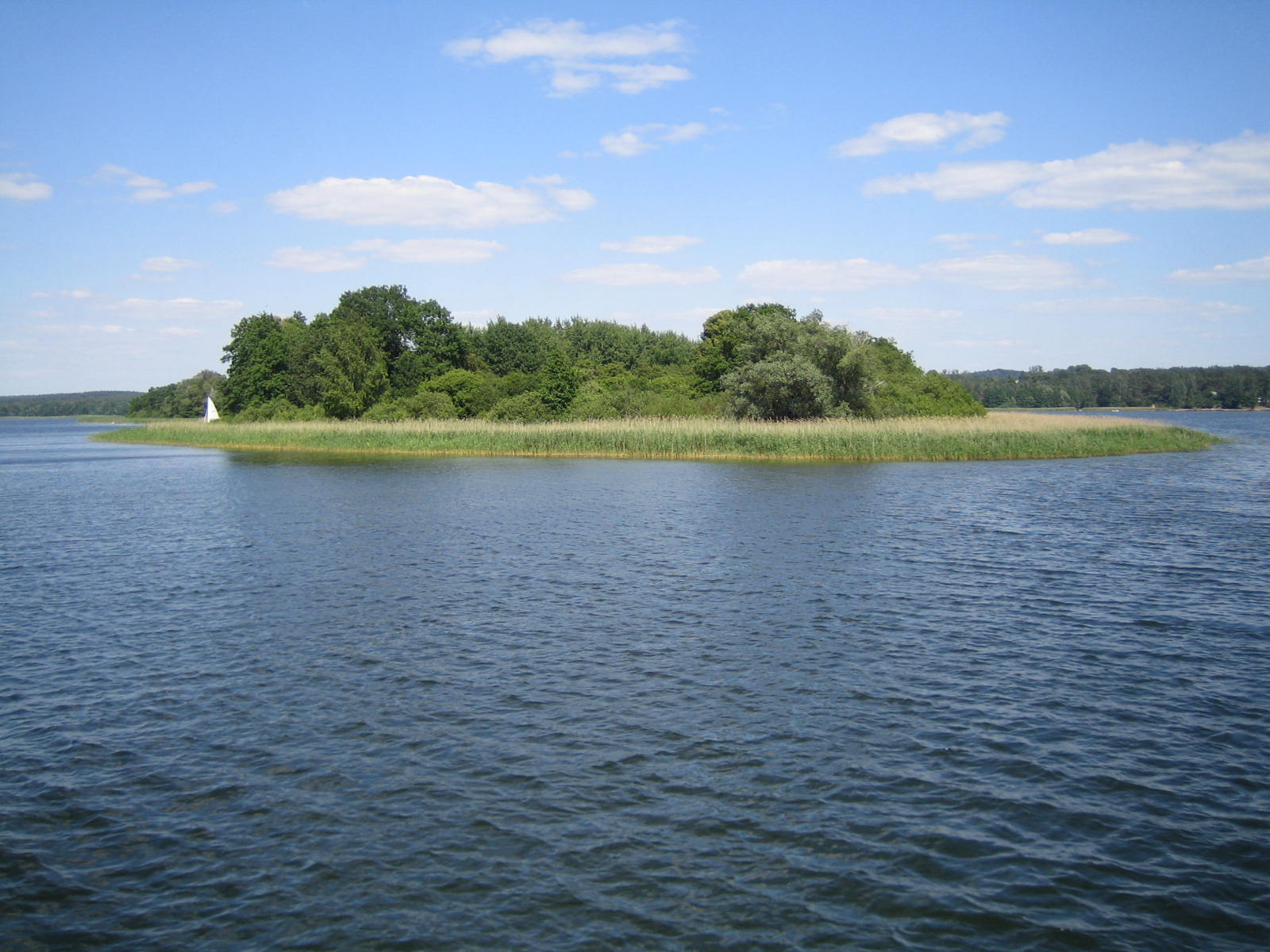
Место древнего городища укран (нем. Burgwallinsel) на острове озера Оберуккерзе
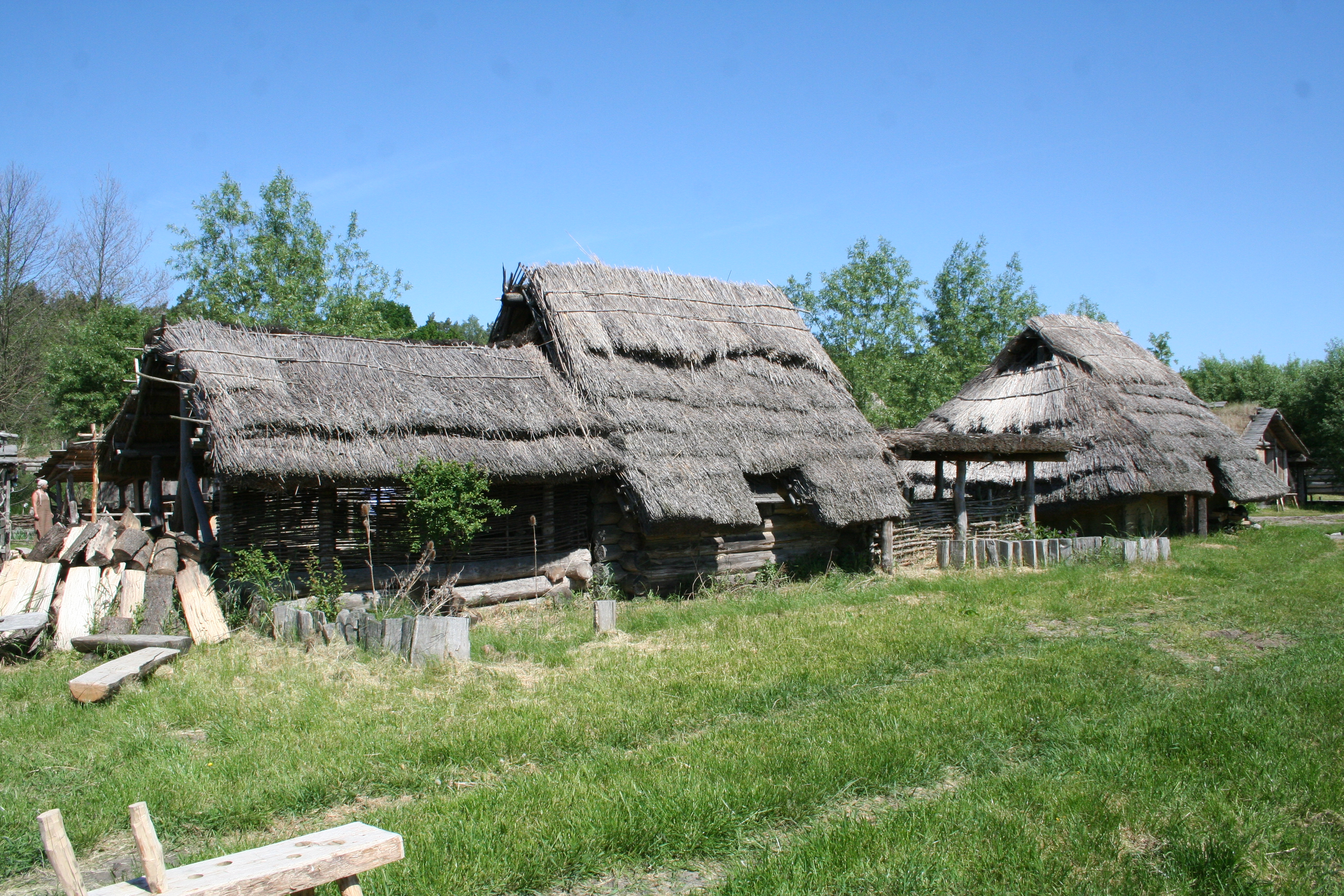
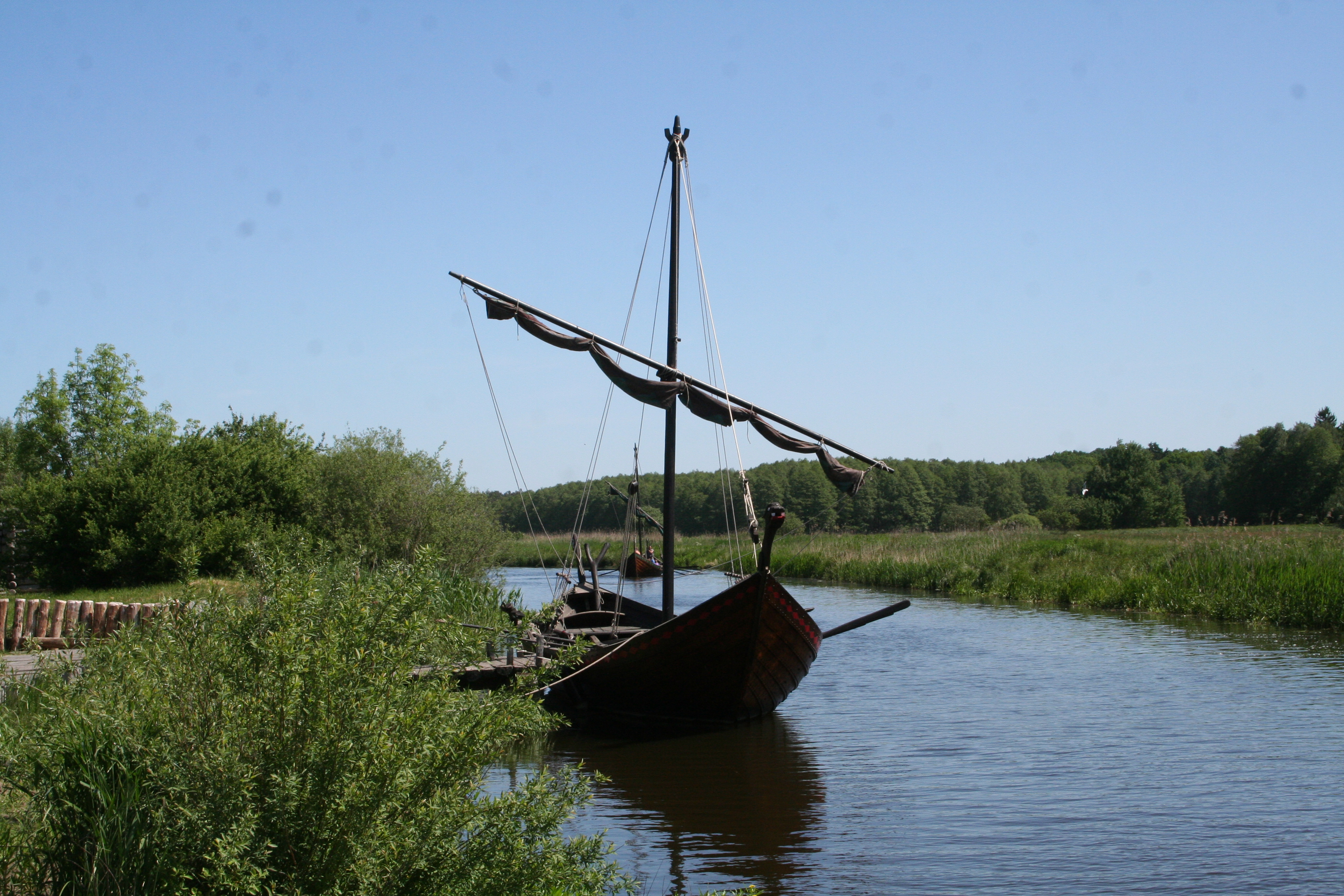
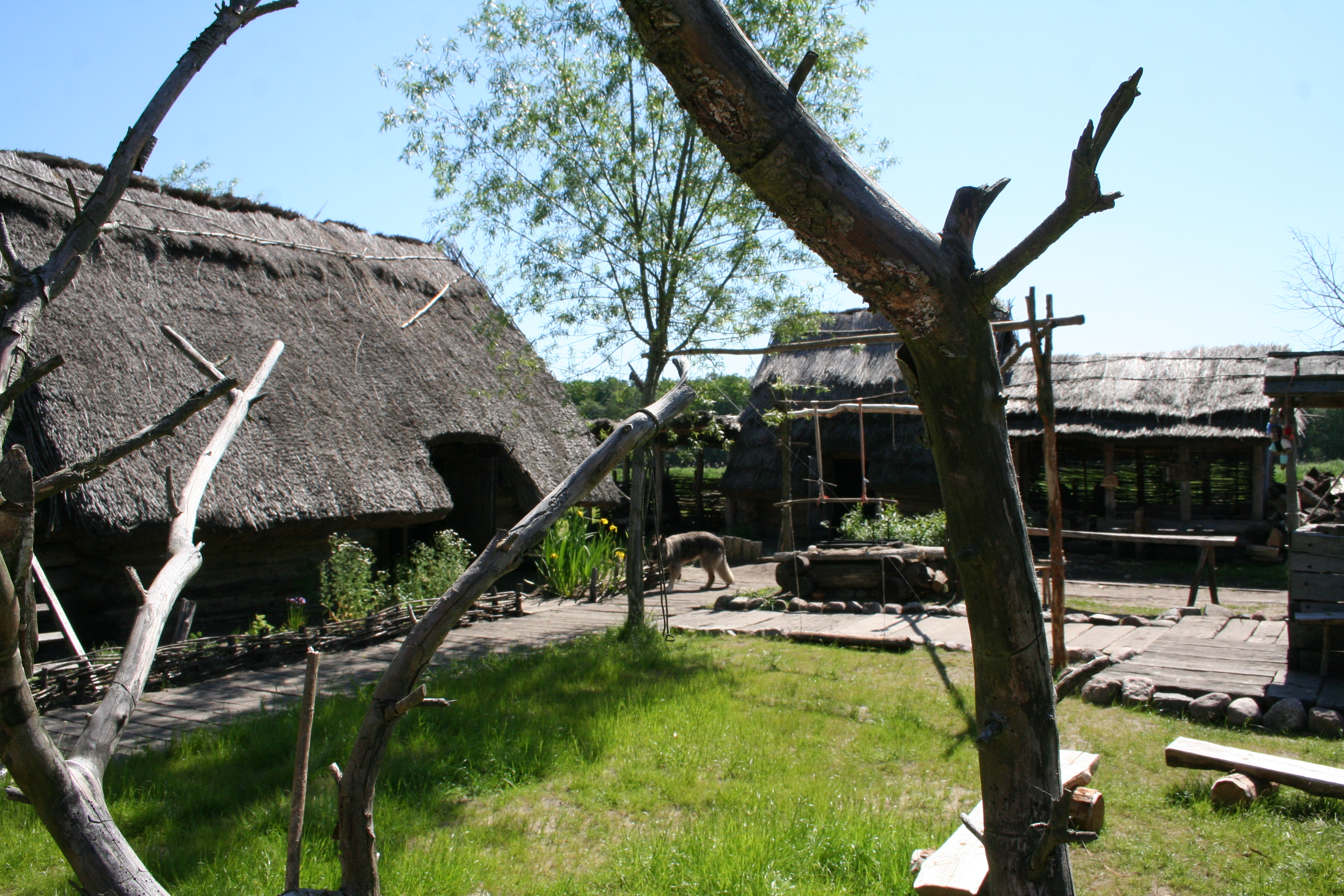